# Стадион Парк вукова
Стадион ФК Сопот, званично стадион Парк вукова, је фудбалски стадион у београдској општини Сопот.

## Опште информације
Стадион се налази на адреси у Улици Милосава Влајића 45 у београдској општини Сопот. Капацитет седећих места на стадиону је 1.100, а подлога је трава.
„Парк вукова” на којем игра ФК Сопот изграђен је 2002. године, а његове димензије су 100х60 м.